# ФК Црвена земља
ФК Црвена земља је фудбалски клуб из Нове Веси, Општине Србац, Република Српска, БиХ, који се такмичио у Општинској лиги - Лакташа - Прњавора - Србца.

## Резултати
Највећи досадашњи успјех клуба је улазак у Прву лигу Републике Српске након побједе у Другој лиги група Запад у сезони 2010/11. Клуб је само двије сезоне раније ушао у Другу лигу Републике Српске након побједе у Регионалној лиги Републике Српске, група Запад у сезони 2008/2009.
- Друга лига Републике Српске у фудбалу — Запад 2010/11. (1. мјесто)
- Регионална лига Републике Српске у фудбалу — Запад 2008/09. (1. мјесто)

## Историја
Клуб је основан 1974. године под именом „Јединство“. Клуб поново мијења име 1979. године у „Братство“. Почетком 1990. године клуб још једном мијења име и постаје Црвена земља. Клуб је угашен пред почетак сезоне 2011/12. због финансијских проблема усљед повлачења главних спонзора. Током 2014. године је обновљен и тад је био у Међуопштинској лиги РС - Градишка - Исток и до дан данас траје.